# 布赖地区龙什罗勒
布赖地区龙什罗勒（法語：Roncherolles-en-Bray，法語發音：[ʁɔ̃ʃʁɔl ɑ̃ bʁɛ]）是法国诺曼底大区滨海塞纳省的一个市镇，属于迪耶普区。 

## 地理
布赖地区龙什罗勒（49°36'57"N, 1°28'2"E）面积14.37 平方千米，位于法国诺曼底大区滨海塞纳省，位于D961、D1、D102和D24公路的交界处，鲁昂东北约32千米。 
与布赖地区龙什罗勒接壤的市镇（或旧市镇、城区）包括：博贝克-拉罗西耶尔、圣桑松堡、莫康希、鲁夫赖-卡蒂永、塞爾克、索姆里、福尔日莱索。
布赖地区龙什罗勒的时区为UTC+01:00、UTC+02:00（夏令时）。

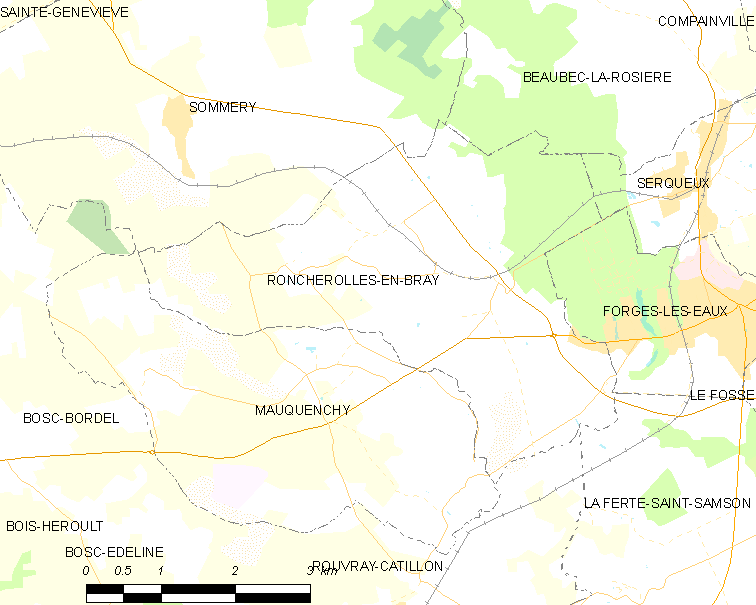
布赖地区龙什罗勒的OSM定位图

## 行政
布赖地区龙什罗勒的邮政编码为76440，INSEE市镇编码为76535。

## 政治
布赖地区龙什罗勒所属的省级选区为布赖地区古尔奈县。

## 人口

1962-2008年间布赖地区龙什罗勒人口变化图示

布赖地区龙什罗勒于2022年1月1日时的人口数量为457人。